# Дарнстаун (Мэриленд)
Дарнстаун (англ. Darnestown) — статистически обособленная местность (СОМ) и некорпоративная территория в округе Монтгомери, штат Мэриленд США. Площадь СОМ составляет 17,70 квадратной мили (46 км2) с рекой Потомак в качестве южной границы и рекой Мадди-Бранч в качестве большей части восточной границы. Река Сенека-Крик граничит с северной и западной частями СОМ. Рядом с ним находятся СОМ Травила, Норт-Потомак и Джермантаун, а также город Гейтерсберг. Площадь земельного участка СОМ составляет 16,39 квадратной мили (42 км2). По данным переписи 2020 года, население СОМ составляло 6723 человека, в то время как деревня Дарнстаун значительно меньше по размеру и численности населения. Центр города Вашингтон, округ Колумбия, находится примерно в 22 мили (35 км) на юго-восток.
В пределах СОМ Дарнстаун, на пересечении нынешних улиц Дарнстаун-роуд и Сенека-роуд, примерно с 1800 года существует небольшая деревня Дарнстаун. В 1878 году население общины составляло 200 человек. Название Дарнстаун произошло от имени Уильяма Дарна, который владел большей частью земли в этом районе в начале XIX века, когда открылось общественное почтовое отделение. Заселение этого района началось около 1750 года, и крошечное поселение называлось Маунт-Плезант, а затем Дарнс, прежде чем стало использоваться название Дарнстаун. Сообщество процветало в XIX веке, в золотые годы Чесапикско-Огайского канала, поскольку улучшенные транспортные возможности обеспечивали фермерам региона доступ к большему количеству рынков. В переписи 1880 года Бюро переписи населения США начало использовать категорию малых гражданских округов (МГО) для объединения населения, и в новом округе Дарнстаун проживало около 1500 человек. Рост прекратился в конце XIX века, когда в обход поселения прошла новая железная дорога.
В 1960-х годах состоятельные семьи начали скупать сельскохозяйственные земли округа Монтгомери для строительства нового жилья и занятий конным спортом. Сообщество выигрывает от своей близости к рабочим местам, таким как район больницы Shady Grove и технологический коридор I-270. До Вашингтона можно добраться на автомобиле или общественным транспортом. Начиная с переписи 2000 года, Бюро переписи населения создало Дарнстаун как специально отведенную для переписи местность.